# Chelsea (Vermont)
Chelsea ist eine Town im US-Bundesstaat Vermont und County Seat (Verwaltungssitz) des Orange County mit 1233 Einwohnern (laut Volkszählung des Jahres 2020).

## Geografie

### Geografische Lage
Chelsea liegt im Tal des White River in den Green Mountains. Der einzige kleinere See auf dem Gebiet der Town ist der Keyser Pond im Südosten, in der Nähe des Chelsea Town Forest. Das Gelände ist hügelig, ohne größere Erhebungen. Die höchste Erhebung ist der 541 m hohe Holt Hill. Der Bereich des Tales wird für Land- und Viehwirtschaft genutzt, ansonsten dominiert die Holzwirtschaft.

### Nachbargemeinden
Alle Entfernungen sind als Luftlinien zwischen den offiziellen Koordinaten der Orte aus der Volkszählung 2010 angegeben.
- Norden: Barre City, 23,0 km
- Nordosten: Corinth, 14,0 km
- Osten: Vershire, 11,5 km
- Südosten: Strafford, 15,5 km
- Süden: Tunbridge, 8,0 km
- Südwesten: Randolph, 17,5 km
- Nordwesten: Williamstown, 16,5 km

### Klima
|                       | Jan   | Feb   | Mär  | Apr  | Mai  | Jun  | Jul  | Aug  | Sep  | Okt  | Nov  | Dez   |   |      |
| Mittl. Tagesmax. (°C) | −2,6  | −1,3  | 4,1  | 11,3 | 18,9 | 23,9 | 26,7 | 25,1 | 20,7 | 14,4 | 6,4  | −0,6  | ⌀ | 12,3 |
| Mittl. Tagesmin. (°C) | −16,3 | −16,0 | −9,5 | −2,3 | 3,6  | 8,7  | 11,4 | 10,2 | 6,1  | 0,3  | −4,6 | −12,4 | ⌀ | −1,7 |
|                       |       |       |      |      |      |      |      |      |      |      |      |       |   |      |
| Niederschlag (mm)     | 67    | 57    | 69   | 72   | 81   | 85   | 92   | 88   | 88   | 77   | 80   | 67    | Σ | 923  |
|                       |       |       |      |      |      |      |      |      |      |      |      |       |   |      |
| Regentage (d)         | 10    | 9     | 10   | 11   | 12   | 11   | 11   | 10   | 10   | 10   | 11   | 11    | Σ | 126  |

| −16,3 |

| −16,0 |

| −9,5 |

| −2,3 |

| 3,6 |

| 8,7 |

| 11,4 |

| 10,2 |

| 6,1 |

| 0,3 |

| −4,6 |

| −12,4 |

| −16,3 |

| −16,0 |

| −9,5 |

| −2,3 |

| 3,6 |

| 8,7 |

| 11,4 |

| 10,2 |

| 6,1 |

| 0,3 |

| −4,6 |

| −12,4 |

Im langjährigen Mittel fallen im Jahresdurchschnitt etwa 212 cm Schnee pro Jahr, mit Spitzenwerten im Dezember (42,7 cm), Januar (50,0 cm), Februar (45,5 cm) und März (39,1 cm).

## Geschichte
Gegründet am 2. Oktober 1780, ausgerufen unter dem Namen Turnersburgh am 4. August 1781 durch die Vermont Republic, wurde die Town bereits am 13. Oktober 1788 in Chelsea umbenannt.
Eine erste, noch nicht permanente Besiedlung ist ab Frühjahr 1784 verzeichnet; die Pioniere verbrachten aber den Winter in ihren angestammten Orten. Erst im darauf folgenden Frühjahr brachten sie ihre Familien mit, so dass ab dann von einer ständigen Besiedlung gesprochen werden kann. Die konstituierende Stadtversammlung fand am 31. März 1788 statt; die ständige Vertretung der Town im Senat von Vermont wurde 1794 umgesetzt. Seit 1795 ist Chelsea der Verwaltungssitz (die shire town) von Orange County.
In den ersten zehn Jahren der Besiedlung des Ortes war eine erste Schule entstanden; eine erste, kongretionale Kirche existiert ab 1799, eine methodistische Gemeinde seit 1825. Das heutige Gebäude des Bezirksgerichts entstand 1847.
Seine höchste Bevölkerungszahl hatte Chelsea zu Beginn des 19. Jahrhunderts mit etwa 2.000 Einwohnern. Nach dem United States Census 2010 hatte der Ort noch 1.238 Einwohner.
Teile des Ortes – insbesondere der Innenstadt – wurden 1983 in das National Register of Historic Places eingetragen.
Zwei methodistische Gemeinden und eine Gemeinde der United Church of Christ ergänzen das Gesellschaftsleben der Ortschaft.

### Einwohnerentwicklung
| Jahr      | 1700 | 1710 | 1720 | 1730 | 1740 | 1750 | 1760 | 1770 | 1780 | 1790 |
| --------- | ---- | ---- | ---- | ---- | ---- | ---- | ---- | ---- | ---- | ---- |
| Einwohner |      |      |      |      |      |      |      |      |      | 239  |
| Jahr      | 1800 | 1810 | 1820 | 1830 | 1840 | 1850 | 1860 | 1870 | 1880 | 1890 |
| Einwohner | 897  | 1327 | 1462 | 1858 | 1859 | 1958 | 1757 | 1526 | 1462 | 1230 |
| Jahr      | 1900 | 1910 | 1920 | 1930 | 1940 | 1950 | 1960 | 1970 | 1980 | 1990 |
| Einwohner | 1070 | 1074 | 1087 | 1004 | 1013 | 1025 | 957  | 983  | 1091 | 1166 |
| Jahr      | 2000 | 2010 | 2020 | 2030 | 2040 | 2050 | 2060 | 2070 | 2080 | 2090 |
| Einwohner | 1250 | 1238 | 1233 |      |      |      |      |      |      |      |

## Wirtschaft und Infrastruktur

### Verkehr
Die Town ist mit der in Nord-Süd-Richtung verlaufenden Vermont Route 110 von Washington im Norden nach Tunbridge im Süden und durch die im Hauptort abzweigende Vermont Route 113 mit dem östlich liegenden Vershire verbunden. Ein direkter Anschluss an das Netz der Interstate-Verbindungen fehlt. In der Planung war im Jahr 1893 der Anschluss an die Bahnstrecke Websterville–East Barre, zu dem es jedoch nicht gekommen ist.

### Öffentliche Einrichtungen
Das Chelsea Health Center wurde im Jahr 1953 gegründet. Es wird ehrenamtlich betrieben und gehört zum Gifford Medical Center, welches sich in Randolph befindet und das nächstgelegene Krankenhaus ist.

### Bildung
Chelsea gehört zur White River Valley Supervisory Union.
In Chelsea befindet sich die Chelsea Public School, die Schule umfasst den Grundschulbereich Klassen von Kindergarten bis zum fünften Schuljahr und der Middle und High School bis zum zwölften Schuljahr.
Das Gebäude Chelsea Town Hall and Public Library wurde im Jahr 1894 errichtet. Alden Speare schenkte es der Town Chelsea. An der Nutzung des Gebäudes hat sich bis zum heutigen Tag nichts geändert.

## Persönlichkeiten

### Söhne und Töchter der Stadt
- Asenath Nicholson (1792–1855), Autorin und Philanthropin
- John Young (1802–1852), Politiker und Gouverneur des Bundesstaates New York
- Robert S. Hale (1822–1881), Politiker und Vertreter des Bundesstaates New York im US-Repräsentantenhaus
- William Freeman Vilas (1840–1908), Politiker
- John Lement Bacon (1862–1909), Politiker und Vermont State Treasurer
- F. Ray Keyser (1927–2015), Politiker und Gouverneur des Bundesstaates Vermont